# برنليق حسين خان
برنليق حسين‌ خان هي قرية في مقاطعة ميانة، إيران. عدد سكان هذه القرية هو 145 في سنة 2006.